# Глубокий Поток
Глубо́кий По́ток (укр. Глибокий Потік) — село в Солотвинской поселковой общине Тячевского района Закарпатской области Украины.
Население по переписи 2001 года составляло 5531 человек. Почтовый индекс — 90574. Телефонный код — 03134. Занимает площадь 0,048 км². Код КОАТУУ — 2124481601.

## История
В 1946 году указом ПВС УССР село Валескрады переименовано в Глубокий Поток.